# Formosulfatiazolo

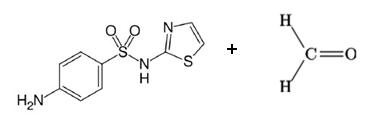
Sulfatiazolo + formaldeide

Il Formosulfatiazolo deriva dalla condensazione del Sulfatiazolo, un antibatterico della famiglia dei sulfamidici, con la Formaldeide e ha proprietà simili a quelle del Sulfametossazolo. Il Formosulfatiazolo è scarsamente assorbito per questo motivo è stato utilizzato in medicina per la sua attività antibatterica nel tratto gastrointestinale, spesso in associazione ad altri principi attivi con azione antibatterica. La Formaldeide è un disinfettante con potente attività battericida. In Medicina Veterinaria esiste un farmaco a base di Formosulfatiazolo (Socatil) utilizzato in diverse specie domestiche: bovino, suino, cavallo, cane e gatto nei confronti di batteri, coccidi e altri protozoi  incluso Toxplasma spp. 

## Meccanismo d'azione
Da soli i Sulfonamidi sono degli agenti batteriostatici e il meccanismo attraverso il quale esplicano tale attività è quello di bloccare la conversione dell'acido paramminobenzoico (PABA) in acido diidrofolico (DFA). 

## Farmacocinetica
Il Formosulfatiazolo, proprio per il suo scarso assorbimento ha trovato impiego clinico nelle forme batteriche limitate al tratto intestinale. Il comportamento cinetico dei sulfamidici intestinali non richiede dettagliate descrizioni, essendo essi composti a quasi completa eliminazione fecale. Le piccole quote assorbite non sviluppano attività terapeutiche sistemiche e sono eliminate in forma attiva o metabolizzata con le urine. 

## Indicazioni
Lo spettro d'azione dei Sulfonamidi è ampio, riguarda gram positivi (streptococchi, stafilococchi, actinobacilli), gram negativi (shigelle, protei, emofili e coli), clamidie rickettsiee protozoi (toxoplasmi e coccidi). In Medicina Veterinaria, il Formosulfatiazolo è impiegato nella terapia topica di lesioni traumatiche o chirurgiche della cute e dei tessuti molli del cane e degli equidi. Il suo utilizzo per via orale viene effettuato a scopo terapeutico nella coccidiosi del bovino, del suino e del gatto. Infine viene utilizzato per via endouterina nella terapia dell'endometrite bovina.
In particolare nel cane è indicato nella terapia delle lesioni cutanee e dei tessuti molli quali ferite, infezioni cutanee, piodermiti, piaghe da decubito, granulomi da leccamento, ascessi (Staphylococcus spp, Streptococcus spp, E. coli). Nel cavallo la pasta densa e adesiva è stata creata allo scopo di proteggere le lesioni chirurgiche e traumatiche della cute e dei tessuti molli. La corretta somministrazione prevede di stendere il farmaco in uno strato uniforme sulla parte da medicare, rimuovendo i residui delle medicazioni precedenti. Nel suino e nel bovino è indicato nella terapia per via orale della coccidiosi (Isospora spp, Eimeria spp), delle dissenterie dei suinetti e dei vitelli, nonché nelle affezioni puerperali (Coli spp, Yersinia spp, Salmonella spp), mentre nel gatto è attivo nei confronti del genere Isospora (Isospora felis, Isospora rivolta). Nel bovino, nel periodo post partum i Sulfonamidi possono risultare inattivi, poiché nell'utero si trovano frammenti di tessuto necrotico e leucociti morti e la maggior parte dei metaboliti deriva attraverso la via del PABA, a disposizione dei batteri. A causa del meccanismo d'azione e dell'importanza della sintesi proteica durante la crescita batterica, l'efficacia dei Sulfonamidi è più elevata durante la fase acuta della malattia e dopo che le riserve dei metaboliti sono esaurite. Come avviene nell'intestino, il Formosulfatiazolo è scarsamente assorbito a livello uterino, quindi persiste ad alte concentrazioni per un lungo periodo e per questo è molto efficiente e indicato nelle infezioni purulente.

## Controindicazioni
Il Formosulfatiazolo non deve essere utilizzato in animali con ipersensibilità accertata al principio attivo o ad uno qualsiasi degli eccipienti delle specialità medicinali presenti in commercio.
Inoltre, è controindicato in caso di nota resistenza ai sulfamidici e negli animali affetti da gravi alterazioni del parenchima epatico o renale o con discrasie ematiche, nei casi in cui questi siano colpiti da fenomeni dissenterici con presenza di erosioni della mucosa intestinale.

## Effetti collaterali e indesiderati
Si possono verificare reazioni allergiche in soggetti particolarmente sensibili.

## Dosi terapeutiche
Il Sulfatiazolo è classificato tra i sulfamidici ad alto dosaggio, viene somministrato a dosi di 100–200 mg/Kg. 
In particolare, in corso di coccidiosi dei gatti: 200 mgFormosulfatiazolo per kg di peso del gatto al giorno diviso in due somministrazioni per una settimana. È consigliabile ripetere il trattamento dopo una pausa di una settimana. Nella coccidiosi dei bovini adulti (dissenteria rossa): 20-24 gr di Formosulfatiazolo in pasta per via orale. Nei casi molto gravi il trattamento dovrà essere prolungato per parecchi giorni. Nel caso in cui la dissenteria sia causata da E. Coli è necessario somministrare 30 gr al dì di Formosulfatiazolo per via orale, suddivisi in due dosi, per 2-4 giorni. Nei vitelli in corso di coccidiosi: 8-12 g al giorno di Formosulfatiazoloper via orale, per 3-5 giorni. In corso di diarree gravi di origine non specifica o di gravi catarri intestinali il dosaggio di Formosulfatiazolo indicato è di 8-16 gr di pasta orale al giorno, per 3-4 giorni. Nell'endometrite bovina la dose terapeutica è di 10 gr di formosulfatiazolo, pari a 4,45 mg/kg. Un solo trattamento è di solito sufficiente per ottenere la guarigione clinica. Nelle scrofe che manifestano "Febbre da lattazione" (anche come profilattico) si consiglia di somministrare 30 g di pasta orale al giorno, per 2-5 giorni. Nella sepsi generalizzata il trattamento locale con Formosulfatiazolo in pasta si deve associare alla somministrazione per via orale di sulfamidici o di antibiotici. Nei suini affetti da gastriti il dosaggio indicato è di 8-16 g di pasta orale al giorno, per 3-4 giorni. Nei suinetti, in corso di diarrea sono necessari allo scopo terapeutico 6-10 g di Formosulfatiazolo in pasta al giorno per 3-4 giorni. Nel cane e nel cavallo, specie in cui il Formosulfatiazolo viene utilizzato nelle lesioni dei tessuti molli e nelle ferite, deve essere apposto ogni 12 ore per 21 giorni o fino a guarigione, in quantità sufficiente per ricoprire completamente la lesione.